# Ein Job
Ein Job ist eine Kriminalkomödie des Regisseurs und Drehbuchautors Christian Görlitz aus dem Jahr 2008. Die Literaturverfilmung basiert auf dem gleichnamigen Roman der deutsch-amerikanischen Schriftstellerin Irene Dische. In der Hauptrolle verkörpert Wiktorija Malektorowytsch die aus der Ukraine in Hamburg eingeflogene Auftragsmörderin Victorija, die für die deutsch-russische Mafia in Deutschland einen dreifachen Mord begehen soll.

## Handlung
Hamburg im Jahre 2008. Die Auftragsmörderin Victorija, die, aus der Ukraine kommend, für die deutsch-russische Mafia einen Dreifachmord ausüben soll, kommt mit dem Flugzeug auf dem Hamburger Flughafen an. Vorangegangen ist ihre Flucht aus einer Haftanstalt in Russland, bei der ihr die Mafia behilflich war. Ihr Auftrag läuft allerdings nicht wie geplant, denn der illegal nach Deutschland eingereiste Kurde Azad kommt ihr bei ihrem Vorhaben zufällig in die Quere, ebenso die radikal-anarchistische und äußerst abenteuerlustige Hannah, die trotz ihres beachtenswerten Alters von 75 Jahren noch sehr agil ist.
Ohne eine Ahnung davon zu haben, bewirken die beiden, dass die im gesamten europäischen Raum polizeilich gesuchte „Killerkatze aus Charkov“ einen inneren Wandel durchlebt. Die Auftragskillerin entdeckt plötzlich Gefühle in sich, die sie bis dahin selbst nicht kannte, wie etwa Mitgefühl, Geborgenheit, die Freude am Leben und nicht zuletzt die Liebe.
Durch ihren eigenen Sinneswandel verändert, hat Victorija jegliche Lust an der Ausführung ihres Mordauftrages verloren. Zudem sieht sie nach ihrem Charakterwandel nicht mehr den geringsten Sinn darin, eine junge Frau und deren beiden Töchter zu töten, nur um ihrem Auftraggeber, Bollinger, der seinem russischen Geschäftspartner Boris einen Denkzettel verpassen will, einen Gefallen zu tun. Außerdem kommt sie zu der Erkenntnis, dass die Frau, die sie umbringen soll, sowieso vorhat, ihren Mann zu verlassen. Dies erleichtert ihr die Entscheidung, sie am Leben zu lassen, denn die Trennung würde ihn bestimmt schlimmer treffen als ihr plötzlicher Tod.

## Produktionsnotizen
Susanne Freyer produzierte für Akzente Film & Fernsehproduktion GmbH im Auftrag des NDR. Die Dreharbeiten begannen am 19. Februar 2008 und endeten am 26. März desselben Jahres. Gedreht wurde in Hamburg und in der Region Nordfriesland.

## Erscheinungstermine
Ein Job wurde am 26. September 2008 auf dem Filmfest Hamburg gezeigt. Die Erstausstrahlung im deutschen Fernsehen fand erst etwa 5 Jahre nach der Produktion statt: ARD sendete den Film erstmals am 13. September 2013.

## Kritiken
Tilmann P. Gangloff merkt an, dass er es sehr schade findet, dass die ARD den Film erst fünf Jahre nach seiner Produktion den Fernsehzuschauern zugänglich macht. Des Weiteren reklamiert er, dass die Ausstrahlung erst zu nachtschlafender Zeit stattgefunden hat. Zwar ist der Journalist und Autor der Meinung, dass die Produktion nicht unbedingt die Herzen der Zielgruppe getroffen hätte, die zur Haupteinschaltzeit um 20:15 auf das Erste schaltet, jedoch bedauernswerterweise um 23:30 Uhr die möglichen Fans dieser Killerkomödie auch bereits im Bett waren.
Das Lexikon des internationalen Films ist der Ansicht, dass Ein Job „[e]ine interessante Mischung aus grellem Thriller und stillem Drama [ist], bei der überdies eine hochkarätige Besetzung zum Gelingen beiträgt“.